# Rathaus (Lindenfels)

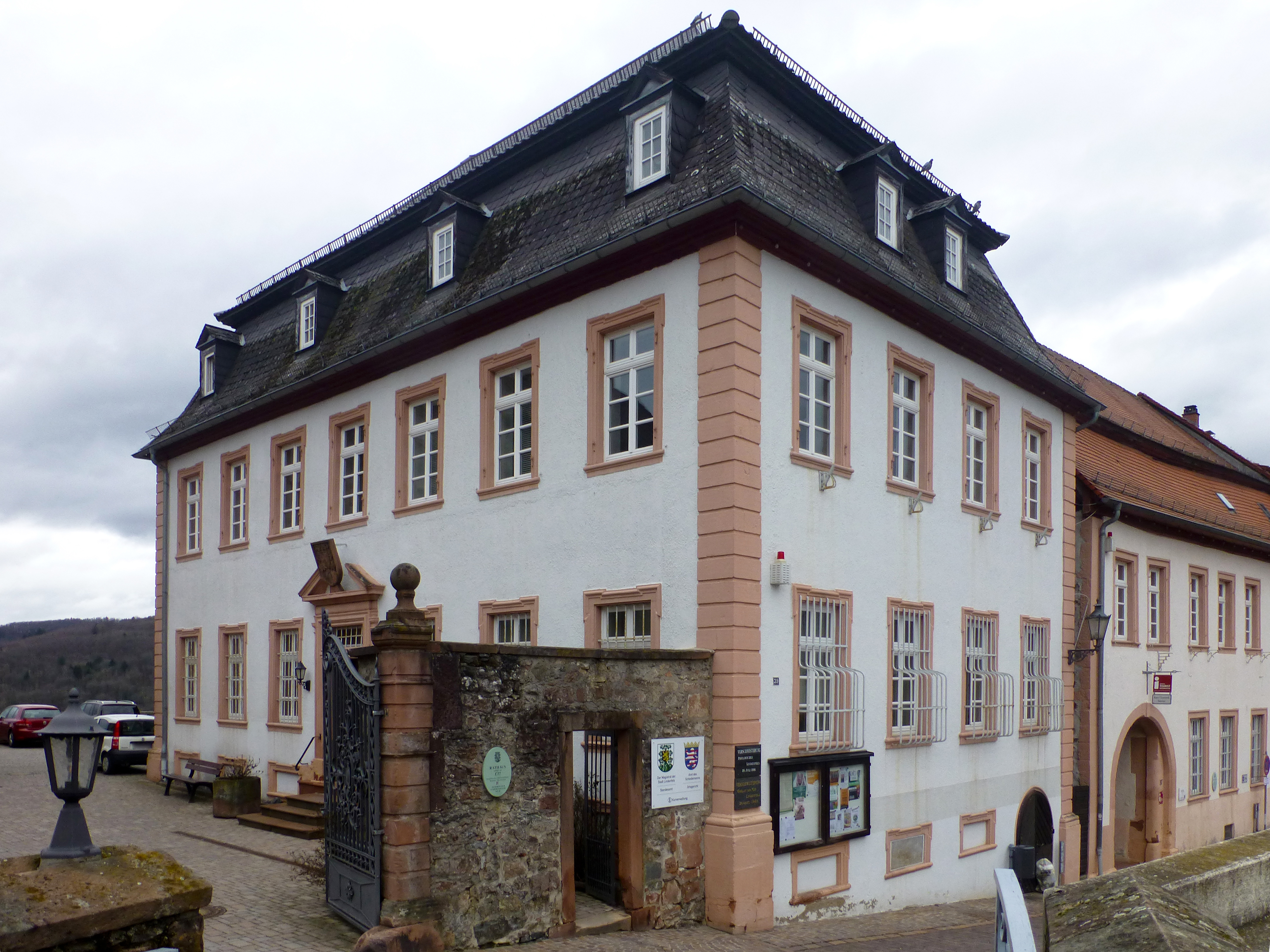
Rathaus von Lindenfels

Das Rathaus der Stadt Lindenfels im Landkreis Bergstraße in Hessen wurde im 18. Jahrhundert als Sitz des Oberamts Lindenfels erbaut und wurde nach wechselnder Nutzung 1953 zum Rathaus umgebaut.

## Geschichte
Das Rathaus und die zugehörigen und einige umliegende Gebäude wurden wohl an der Stelle des einstigen Marstalls der Burg Lindenfels errichtet.
Das Haus wurde nach 1737 als Oberamtsgebäude errichtet, nachdem der Oberamtmann zuvor seinen Sitz auf der Burg hatte. Als das Oberamt Lindenfels 1802 zu Hessen kam, wurde das Gebäude Sitz der hessischen Kreisverwaltung, nach Auflösung des Kreises nutzte man es als Rentamt und später als Oberförsterei. 1953 hat die Stadt das Gebäude erworben und zur Nutzung als Rathaus umgebaut.

## Beschreibung
Das Rathaus ist ein zweigeschossiger massiver Putzbau mit Mansarddach. Die Fassade wird durch Ecklisenen aus Quadern und profilierten roten Sandsteingewänden der Fenster belebt. Über dem mittig in der Fassade befindlichen Portal befindet sich ein Dreiecksgiebel mit Stadtwappen. Die Treppe in der Hausmitte weist ein Kreuzgratgewölbe auf.
Zur Hofanlage des Rathauses gehören noch der ehemalige Zehntspeicher im Nordwesten und ein früherer Stall im Südwesten. Der Zehntspeicher geht wohl noch auf das 17. Jahrhundert zurück und ist ein verputzter dreigeschossiger Bruchsteinbau mit Satteldach, der zur Hofseite hin große Fenster aufweist, so dass das Gebäude jeher nicht den Eindruck einer Scheune, sondern den eines Wohn- oder Verwaltungshauses vermittelt.
Zur Baugruppe zählt außerdem das benachbarte Kurmittelhaus von 1723, in dem einst die Dienstwohnung der Landräte und später eine Präparandenanstalt untergebracht war.